# Estación de Ignasi Iglésias
Ignasi Iglésias es una estación de las líneas T1 y T2 del Trambaix. Está situada sobre la Carretera de Esplugas en Cornellá de Llobregat. Esta estación se inauguró el 3 de abril de 2004.
- Datos: Q8779906